# 蜘蛛頭監獄
《蜘蛛頭監獄》（英語：Spiderhead）是一部2022年美國科幻驚悚片，由約瑟夫·柯金斯基執導，雷特·瑞斯和保羅·韋尼克編劇，改編自乔治·桑德斯的短篇小說《逃離蜘蛛頭》（Escape from Spiderhead）。電影由克里斯·漢斯沃、麥爾斯·泰勒和朱妮·絲莫利特主演，講述一座島嶼上的囚犯們為了縮短刑期而參與新型藥物測試。《蜘蛛頭監獄》2022年6月17日上線Netflix。

## 劇情
在不久的將來，罪犯們有機會自願作為醫學對象縮短刑期；一種能夠產生愛的感覺的新藥的受試者開始質疑自身情緒的真實。

## 演員
- 克里斯·漢斯沃飾演史蒂夫·阿奈斯提（Steve Abnesti）
- 麥爾斯·泰勒飾演傑夫（Jeff）
- 朱妮·絲莫利特飾演瑞秋（Rachel）
- 泰絲·霍布里奇（英语：Tess Haubrich）飾演希瑟（Heather）
- 貝比·貝登科特（英语：Bebe Bettencourt）飾演艾瑪（Emma）
- 查爾斯·帕內爾（英语：Charles Parnell (actor)）飾演諾爾斯（Knowles）
- 奈森·瓊斯（英语：Nathan Jones (wrestler)）飾演羅根（Rogan）

## 製作
電影原名《逃離蜘蛛頭》（Escape from Spiderhead），Netflix於2019年2月對外宣布，約瑟夫·柯金斯基將執導這部由雷特·瑞斯和保羅·韋尼克編劇的電影；電影改編自乔治·桑德斯的同名短篇小說。2020年9月，據報導，克里斯·漢斯沃、麥爾斯·泰勒和朱妮·絲莫利特確認參演。
主要拍攝於2020年11月上旬在澳大利亞昆士蘭州的黄金海岸進行。

## 發行
Netflix聯合CEO泰德·薩蘭多斯於2021年4月證實本片定於2021年第四季度上線。2022年4月，上線日期確定為2022年6月17日。

## 評價
《蜘蛛頭監獄》整體評價毀譽參半，其中趨向負面為主。爛番茄根據119條專業評論（49條好評，70條差評），獲得新鮮度41%，平均得分5.4/10，共識評價寫道：「《蜘蛛頭監獄》的頂尖演員陣容和精心編寫的源材料，幾乎足以彌補其經常未能發揮其潜力的不足」`。Metacritic根據33條評論，獲得加權平均分數54分（滿分100分），代表「褒貶不一或中庸」。

## 外部連結
- 互联网电影数据库（IMDb）上《蜘蛛頭監獄》的资料（英文）
- 豆瓣电影上《蜘蛛頭監獄》的資料 （简体中文）